# Voodoo Lounge
| 평가 점수                  | 평가 점수        |
| 출처                       | 점수             |
| -------------------------- | ---------------- |
| AllMusic                   | [ 1 ]            |
| Christgau's Consumer Guide | [ 2 ]            |
| Entertainment Weekly       | C+; originally B |
| Los Angeles Times          | [ 4 ]            |
| Rolling Stone              | [ 5 ]            |
| Tom Hull                   | B+               |
| Vox                        | 8/10             |

《Voodoo Lounge》는 영국의 록 밴드 롤링 스톤스가 1994년 7월 18일에 발매한 스물 번째 영국 및 스물둘 번째 미국 스튜디오 음반이다. 버진 레코드와 새로운 제휴 하에 그들의 첫 번째 새 음반으로 1989년 그들의 마지막 스튜디오 음반인 《Steel Wheels》 이후 5년간의 공백기를 끝냈다. 《Voodoo Lounge》는 오랜 베이시스트 빌 와이먼이 빠진 밴드의 첫 음반이기도 하다. 그는 1993년까지 공식적으로 탈퇴를 발표하지는 않았지만 1991년 초에 밴드를 탈퇴했다. 2009년에는 유니버설 뮤직에서 리메이크하여 재발매하였다. 이 음반은 바이닐과 싱글 CD와 카세트에 더블 음반으로 발매되었다.
와이먼이 탈퇴한 뒤 롤링 스톤스는 밴드 멤버로 교체하지 않고 믹 재거 (보컬), 찰리 와츠 (드럼), 키스 리처즈, 로니 우드 (트윈 기타)로 4인조 멤버를 이어가는 것을 선택했다. 베이스 기타는 대릴 존스가 연주했는데, 대릴 존스는 스튜디오에서 롤링 스톤스와 함께 계약된 연주자로 순회 공연을 했다. 키보드는 척 리벨에 의해 제공되었다. 비록 밴드 멤버는 아니지만, 존스와 리벨은 다음 4인조 멤버들과 협력자로 남아있을 것이다. 돈 워스는 재거와 리처즈와 함께 음반 제작에 투입되었다.
이 음반은 충분히 팔려서 여러 나라에서 골드나 플래티넘 지위에 올랐지만, 미국의 톱 40 히트곡을 내는 데는 실패했다. 〈Love Is Strong〉이라는 곡은 영국에서 14위로 정점을 찍었고 〈You Got Me Rocking〉 (영국 23위)은 대부분의 후속 롤링 스톤스 투어에서 주류가 되었다. 이 음반은 평론가들로부터 호평을 받았으며 1995년 그래미 어워드 베스트 록 앨범상을 수상했다.

## 곡 목록
모든 곡들은 믹 재거와 키스 리처즈에 의해 작사/작곡하였다.
| #  | 제목                   | 재생 시간 |
| -- | ---------------------- | --------- |
| 1. | 〈Love Is Strong〉     | 3:46      |
| 2. | 〈You Got Me Rocking〉 | 3:34      |
| 3. | 〈Sparks Will Fly〉    | 3:14      |

| #  | 제목             | 재생 시간 |
| -- | ---------------- | --------- |
| 4. | 〈The Worst〉    | 2:24      |
| 5. | 〈New Faces〉    | 2:50      |
| 6. | 〈Moon Is Up〉   | 3:41      |
| 7. | 〈Out of Tears〉 | 5:25      |

| #   | 제목                     | 재생 시간 |
| --- | ------------------------ | --------- |
| 8.  | 〈I Go Wild〉            | 4:19      |
| 9.  | 〈Brand New Car〉        | 4:13      |
| 10. | 〈Sweethearts Together〉 | 4:46      |
| 11. | 〈Suck on the Jugular〉  | 4:26      |

| #   | 제목                    | 재생 시간 |
| --- | ----------------------- | --------- |
| 8.  | 〈Blinded by Rainbows〉 | 4:33      |
| 9.  | 〈Baby Break It Down〉  | 4:07      |
| 10. | 〈Thru and Thru〉       | 5:59      |
| 11. | 〈Mean Disposition〉    | 4:09      |

## 인증
| 국가                                                  | 인증        | 판매량/출하량 |
| ----------------------------------------------------- | ----------- | ------------- |
| 오스트리아 (IFPI 오스트리아)                          | 골드        | 25,000*       |
| 벨기에 (BEA)                                          | 골드        | 25,000*       |
| 캐나다 (뮤직 캐나다)                                  | 3× 플래티넘 | 300,000^      |
| 프랑스 (SNEP)                                         | 2× 골드     | 295,400       |
| 독일 (BVMI)                                           | 플래티넘    | 500,000^      |
| 일본 (RIAJ)                                           | 골드        | 172,410       |
| 멕시코 (AMPROFON)                                     | 플래티넘    | 250,000^      |
| 네덜란드 (NVPI)                                       | 플래티넘    | 100,000^      |
| 뉴질랜드 (RMNZ)                                       | 골드        | 7,500^        |
| 노르웨이 (IFPI 노르웨이)                              | 골드        | 25,000*       |
| 스페인 (PROMUSICAE)                                   | 골드        | 50,000^       |
| 스위스 (IFPI 스위스)                                  | 골드        | 25,000^       |
| 영국 (BPI)                                            | 골드        | 100,000^      |
| 미국 (RIAA)                                           | 2× 플래티넘 | 2,000,000^    |
| 요약                                                  |             |               |
| 유럽 (IFPI)                                           | 플래티넘    | 1,000,000*    |
| *판매량을 기반으로 한 인증 ^출하량을 기반으로 한 인증 |             |               |